# ملعب بولوني
ملعب بولوني هو ملعب كرة قدم متعدد الأغراض يقع في وارسو، بولندا، يتسع لـ 7150 متفرج. تم وضع حجر الأساس للملعب في n/a. تم افتتاحه في 30 سبتمبر 1928.